# Abrămuț (gmina)
Abrămuț – gmina w Rumunii, w okręgu Bihor. Obejmuje miejscowości Abrămuț, Crestur, Făncica i Petreu. W 2011 roku liczyła 3071 mieszkańców.